# Gymnasium St. Kaspar
Das Gymnasium St. Kaspar ist eine private, staatlich anerkannte Schule, die 1957 von den Missionaren vom Kostbaren Blut in Neuenheerse gegründet und nach ihrem Heiligen Gaspare del Bufalo benannt wurde. Ein zugehöriges Vollinternat wurde mit dem Ende des Schuljahres 1999/2000 geschlossen, die Räumlichkeiten werden unter anderem als Jugendhaus St Kaspar weitergenutzt.
Im Schuljahr 2024/25 werden 413 Schüler von 33 Lehrkräften unterrichtet.

## Zielsetzung
Das Gymnasium verfolgt einen soliden, wissenschaftlich fundierten Unterricht. Christlicher Geist und Verantwortungsbewusstsein sollen die Schüler für ihr Leben prägen. Die katholisch geprägte Schule steht dem ökumenischen Anliegen aufgeschlossen gegenüber und ist daher für Schüler anderer Konfessionen offen.

## Schulische Angebote
Die Schule hat die Sprachenfolge Englisch, Latein, Französisch.
Den musischen Fächern kommt sowohl im schulischen als auch im außerschulischen Bereich ein besonderer Stellenwert zu. Das Gymnasium seit dem Schuljahr 2008/09 Bläserklassen eingerichtet, in denen alle daran interessierten Schüler ein Orchesterinstrument erlernen und an Erfolg und Motivation des gemeinsamen Musizierens teilhaben können.
Für den Einsatz von Computern und neuen Medien in allen Fächern verfügt die Schule über einen Medienraum.
Der Unterricht wird durch ein freiwilliges Bildungs- und Freizeitangebot ergänzt. Dazu gehören Chor, Bläsergruppe und Orchester, Theatergruppe, Roboter-AG, Maschinenschreibkurs, Schach-AG, Klostergarten-AG, Umweltgruppe sowie verschiedene Sportdisziplinen. Die Schüler können an einer kostenlosen Übermittag- und Hausaufgabenbetreuung teilnehmen. In den Schulferien werden von Lehrern geleitete und beaufsichtigte Ferienfreizeiten und -fahrten angeboten.
Seit 2009 betreibt die Schule einen vom Malteser Hilfsdienst betreuten Schulsanitätsdienst.